# 劉嘉穎
劉嘉穎，正黄旗汉军人，清朝政治人物。举人出身。
乾隆六十年二月，擔任清朝廣東省潮州府豐順縣知縣。后由秦泰接任。